# Кулаковка (Могилёвская область)
Кулако́вка (бел. Кулакоўка) — деревня в составе Мощаницкого сельсовета Белыничского района Могилёвской области Республики Беларусь.

## Население
- 2010 год — 20 человек